# Plakina endoumensis
Plakina endoumensis är en svampdjursart som beskrevs av Muricy, Boury-Esnault, Bézac och Jean Vacelet 1998. Plakina endoumensis ingår i släktet Plakina och familjen Plakinidae. Inga underarter finns listade i Catalogue of Life.